# Liste der Monuments historiques in Saint-Victor (Allier)
Die Liste der Monuments historiques in Saint-Victor (Allier) führt die Monuments historiques in der französischen Gemeinde Saint-Victor auf.

## Liste der Bauwerke
| Bezeichnung      | Beschreibung              | Standort | Kennzeichnung | Schutzstatus | Datum | Bild           |
| ---------------- | ------------------------- | -------- | ------------- | ------------ | ----- | -------------- |
| Kirche St-Victor | Erbaut im 15. Jahrhundert | (Lage)   | PA00093292    | Inscrit      | 1931  | weitere Bilder |